# Mário Rui
Pour les articles homonymes, voir Mário Silva, Silva et Rui.
Mário Rui Silva Duarte, plus communément appelé Mário Rui, est un footballeur international portugais né le 27 mai 1991 à Sines. Il évolue au poste d'arrière gauche.

## Biographie

### En club

#### Jeunesse et Empoli
Né à Sines, dans le district de Setúbal, Mário Rui a commencé sa carrière au club local Vasco da Gama Atlético Clube. Il a ensuite joué pour les équipes de jeunes du Sporting CP, du Valencia CF et du S.L. Benfica, avant d'être recruté par le Parma F.C. à l'été 2011 et prêté immédiatement au club italien A.S. Gubbio 1910,; il a rejoint le club de Serie B après la Coupe du Monde de la FIFA U-20 de cette année-là, le certificat de transfert international étant arrivé le 2 septembre.
En juin 2012, Parme a signé Mário Rui pour 595 000 € dans le cadre d'un contrat de cinq ans (payé à Gubbio), effectif à partir du 1er juillet. Au cours de ce même mois, il a rejoint Spezia Calcio dans le cadre d'un accord temporaire et gratuit,.
Mário Rui a rejoint l'Empoli F.C. le 28 juin 2013, pour 550 000 €,. Il a disputé 26 matchs lors de sa première saison, contribuant ainsi au retour de son équipe en Serie A après six ans d'absence,.
En juin 2014, Parme a cédé les 50 % restants des droits de Mário Rui à l'Empoli. Il a fait sa première apparition dans l'élite italienne le 31 août, entrant en jeu à la 66e minute en remplacement d'Elseid Hysaj lors d'une défaite 2-0 à l'extérieur contre Udinese Calcio.

#### Roma
Le 8 juillet 2016, Mário Rui a été signé par l'A.S. Roma dans le cadre d'un accord temporaire pour un montant de prêt de 3 millions d'euros (plus 1,5 million d'euros de bonus), avec une obligation conditionnelle de l'acheter définitivement pour 6 millions d'euros supplémentaires. Il a débuté la saison blessé, ne faisant ses débuts que le 19 janvier 2017, où il a joué 78 minutes lors d'une victoire à domicile 4-0 contre U.C. Sampdoria en Coppa Italia,.

#### Naples
Le 13 juillet 2017, Mário Rui a rejoint le S.S.C. Napoli en prêt initial de 3,75 millions d'euros; en fonction de la réalisation de certains objectifs sportifs, le club aurait l'obligation de l'acheter définitivement pour 5,5 millions d'euro supplémentaires. Il a fait ses débuts lors du septième match de la saison à domicile contre Cagliari Calcio le 1er octobre, en tant que remplaçant tardif lors d'une victoire 3-0
. Son premier but dans la première division italienne est survenu le 10 février suivant, contribuant à la victoire 4-1 à domicile de Naples contre la S.S. Lazio. Il est devenu le titulaire au poste d'arrière gauche après la blessure au genou de Faouzi Ghoulam en novembre, et en avril, son agent a menacé de lui trouver une nouvelle équipe s'il ne conservait pas sa place après le retour du joueur international algérien.
Le 17 juin, Mário Rui a joué les 81 premières minutes de la Finale de la Coupe d'Italie 2020, que Naples a remportée aux tirs au but après un match nul 0-0 contre la Juventus FC. Le 6 août, il a prolongé son contrat jusqu'en 2025, avec un salaire annuel de 2,5 millions d'euros. Lui et Ghoulam ont tous deux été exclus par l'entraîneur Gennaro Gattuso pour la victoire 1-0 à l'extérieur contre Bologne F.C. 1909 le 8 novembre pour avoir enfreint le couvre-feu.
Le 30 décembre 2024, Naples et Mario Rui s’entendent sur une résiliation de contrat.

### En équipe nationale
Mario Rui dispute sa première compétition internationale lors de la Coupe du monde 2018 en Russie. L'année suivante, il participe à la Ligue des Nations 2019 qu'il remporte avec le Portugal.  

## Statistiques
| Saison                | Club                  | Championnat           | Championnat | Championnat | Championnat | Coupe(s) nationale(s) | Coupe(s) nationale(s) | Coupe(s) nationale(s) | Supercoupe | Supercoupe | Supercoupe | Compétition(s) continentale(s) | Compétition(s) continentale(s) | Compétition(s) continentale(s) | Compétition(s) continentale(s) | Portugal | Portugal | Portugal | Total | Total | Total |
| Saison                | Club                  | Division              | M.          | B.          | P.d.        | M.                    | B.                    | P.d.                  | M.         | B.         | P.d.       | Comp.                          | M.                             | B.                             | P.d.                           | M.       | B.       | P.d.     | M.    | B.    | P.d.  |
| 2010-2011             | CD Fátima (prêt)      | Terceira Liga         | 3           | 0           | 0           | 0                     | 0                     | 0                     | -          | -          | -          | -                              | -                              | -                              | -                              | -        | -        | -        | 3     | 0     | 0     |
| 2011-2012             | AS Gubbio (prêt)      | Serie B               | 24          | 2           | 0           | 1                     | 0                     | 0                     | -          | -          | -          | -                              | -                              | -                              | -                              | -        | -        | -        | 25    | 2     | 0     |
| 2012-2013             | La Spezia (prêt)      | Serie B               | 17          | 0           | 0           | -                     | -                     | -                     | -          | -          | -          | -                              | -                              | -                              | -                              | -        | -        | -        | 17    | 0     | 0     |
| Sous-total            | Sous-total            | Sous-total            | 44          | 2           | 0           | 1                     | 0                     | 0                     | -          | -          | -          | -                              | -                              | -                              | -                              | -        | -        | -        | 45    | 2     | 0     |
| 2013-2014             | Empoli FC             | Serie B               | 26          | 0           | 0           | 1                     | 0                     | 0                     | -          | -          | -          | -                              | -                              | -                              | -                              | -        | -        | -        | 27    | 0     | 0     |
| 2014-2015             | Empoli FC             | Serie A               | 34          | 0           | 0           | 2                     | 0                     | 0                     | -          | -          | -          | -                              | -                              | -                              | -                              | -        | -        | -        | 36    | 0     | 0     |
| 2015-2016             | Empoli FC             | Serie A               | 36          | 0           | 2           | -                     | -                     | -                     | -          | -          | -          | -                              | -                              | -                              | -                              | -        | -        | -        | 36    | 0     | 2     |
| Sous-total            | Sous-total            | Sous-total            | 96          | 0           | 2           | 3                     | 0                     | 0                     | -          | -          | -          | -                              | -                              | -                              | -                              | -        | -        | -        | 99    | 0     | 2     |
| 2016-2017             | AS Roma               | Serie A               | 5           | 0           | 0           | 2                     | 0                     | 0                     | -          | -          | -          | C3                             | 2                              | 0                              | 0                              | -        | -        | -        | 9     | 0     | 0     |
| Sous-total            | Sous-total            | Sous-total            | 5           | 0           | 0           | 2                     | 0                     | 0                     | -          | -          | -          | -                              | 2                              | 0                              | 0                              | -        | -        | -        | 9     | 0     | 0     |
| 2017-2018             | SSC Naples (prêt)     | Serie A               | 25          | 2           | 4           | 1                     | 0                     | 0                     | -          | -          | -          | C1+C3                          | 2+2                            | 0                              | 0                              | 1        | 0        | 0        | 31    | 2     | 4     |
| 2018-2019             | SSC Naples            | Serie A               | 20          | 1           | 1           | 1                     | 0                     | 0                     | -          | -          | -          | C1+C3                          | 6+4                            | 0+0                            | 0+1                            | 8        | 0        | 0        | 39    | 1     | 2     |
| 2019-2020             | SSC Naples            | Serie A               | 24          | 0           | 2           | 4                     | 0                     | 0                     | -          | -          | -          | C1                             | 7                              | 0                              | 0                              | 2        | 0        | 0        | 37    | 0     | 2     |
| 2020-2021             | SSC Naples            | Serie A               | 27          | 0           | 1           | 2                     | 0                     | 0                     | 1          | 0          | 0          | C3                             | 6                              | 0                              | 0                              | 2        | 0        | 0        | 38    | 0     | 1     |
| 2021-2022             | SSC Naples            | Serie A               | 34          | 0           | 5           | -                     | -                     | -                     | -          | -          | -          | C3                             | 5                              | 0                              | 0                              | -        | -        | -        | 39    | 0     | 5     |
| 2022-2023             | SSC Naples            | Serie A               | 22          | 0           | 6           | -                     | -                     | -                     | -          | -          | -          | C1                             | 6                              | 0                              | 1                              | 1        | 0        | 1        | 29    | 0     | 8     |
| 2023-2024             | SSC Naples            | Serie A               | 21          | 0           | 2           | 1                     | 0                     | 0                     | 2          | 0          | 0          | C1                             | 4                              | 0                              | 1                              | -        | -        | -        | 28    | 0     | 3     |
| Sous-total            | Sous-total            | Sous-total            | 169         | 3           | 21          | 9                     | 0                     | 0                     | 3          | 0          | 0          | -                              | 42                             | 0                              | 3                              | 14       | 0        | 1        | 237   | 3     | 25    |
| Total sur la carrière | Total sur la carrière | Total sur la carrière | 314         | 5           | 23          | 15                    | 0                     | 0                     | 3          | 0          | 0          | -                              | 44                             | 0                              | 3                              | 14       | 0        | 1        | 390   | 5     | 27    |

## Palmarès

### En club
SSC Napoli
- Coupe d'Italie de football (1)
  - Vainqueur en 2020
- Championnat d'Italie de football (1)
  - Champion en 2023
- Supercoupe d'Italie de football
  - Finaliste en 2023

### En sélection
- Finaliste de la Coupe du monde des moins de 20 ans en 2011
- Vainqueur de la Ligue des nations de l'UEFA 2018-2019